# Structure de chaussée en France
Les structures de chaussée sont définies dans la norme NF P98-086 de mai 2019. Elles sont classées en 6 familles.

## Structures de chaussées
Les chaussées sont constituées des couches de surface et d'assise (base et fondation). 
La couche de forme éventuelle fait partie des  terrassements.
|  |  |  |  |

## Familles de structures
Six familles de structures sont définies.

### Les chaussées bitumineuses
Elles se composent d'une couche de surface et d'une couche de base en matériaux bitumineux. La couche de fondation éventuelle peut être en matériau bitumineux ou en grave non traitée;

### Les chaussées à assise traitée aux liants hydrauliques
Elles comprennent une couche de surface bitumineuse sur une assise en matériaux traités aux liants hydrauliques.

### Les structures mixtes
Elles comportent une couche de surface et une couche de base en matériaux bitumineux sur une couche de fondation en matériaux traités aux liants hydrauliques. De plus, le rapport de l'épaisseur de matériaux bitumineux à l'épaisseur totale de chaussée est compris entre 0,45 et 0,60.

### Les chaussées en béton de ciment
Ces structures comportent une couche en béton de ciment d'au moins 12 cm qui peut constituer une seule et même couche (couche de base - roulement). En fonction du type de structure (béton de ciment, béton de ciment goujonné ou béton armé continu), elles reposent soit sur une couche de fondation en matériaux traités aux liants hydrauliques, en béton compacté routier ou en béton maigre, soit sur une couche drainante ou une couche de forme soit sur une couche d'enrobés (grave bitume de classe 3 ou béton bitumineux semi-grenu).

### Les structures souples
Elles comportent une couverture bitumineuse relativement mince (épaisseur inférieure ou égale à 12 cm), reposant sur une ou plusieurs couches en matériaux granulaires non traités (épaisseur supérieure ou égale à 15 cm).

### Les structures inverses
Elles se composent d'une couche de surface et d'une couche de base en matériaux bitumineux, sur une couche en grave non traitée d'épaisseur comprise entre 10 et 12 cm, reposant elle-même sur une couche de fondation en matériaux traités aux liants hydrauliques.